# 大島石
大島石（おおしまいし）は、愛媛県今治市大島で採掘される花崗岩（石材）である。

## 概要
今治市大島の北部地域を中心に分布しているが、大三島・伯方島の一部にも見られる。岩体は念仏山からカレイ山にかけての東西南北2～5kmの範囲に限られ、現在30ほどの丁場（採石場）が稼働している。
現在は用途として主に墓石として利用されているが、記念碑や建築資材などとしても活用されている。建造物としては国会議事堂・赤坂離宮・大阪心斎橋・愛媛県庁舎・愛媛県武道館などに用いられている。
業界団体として大島石協同組合が組織されている。「大島石」は2012年に大島石協同組合の出願によって地域団体商標に登録されている。2017年には採石会社の若手経営者有志が大島石をアピールしようと「伊予大島　石んの会」を結成し、PR動画やホームページ制作などの取り組みを行っている。

## 特徴
標準的な花崗岩と比較すると、有色鉱物、あるいは斜長石に富んでいる。大島石の特徴は、灰黒色、細粒～中粒（五mm以下）質、ち密・堅硬であり、また、古くから「青みかげ」と呼ばれてきたように研磨面が斜長石のため青味をおびていること、細粒質であるため風化に強く、堅くて光沢が落ちにくく、変色しないこと、岩体に割れ目が少ないために新鮮で巨大なブロックが採掘できることなどが特徴としてあげられる。
見掛け比重・吸水率・圧縮強度
- 見掛け比重：2.649t/㎥[6]
- 吸水率：0.111%[6]
- 圧縮強度：117.99N/㎟[6]

## 歴史
藤堂高虎が完成させた今治城（慶長9年）を築城するときに用いられたと伝えられている。組織的に採掘されるようになったのは、明治6年（1873年）に皇居が火災に遭った時、改築基礎石として積み出されたのが始まりと伝えられている。当時の採掘方法は数万才の山石を鉄のみ・鉄槌で深さ1尺の矢穴を掘り、5～6貫もある玄のうで数日かかって割るという方法で採石し、藤かずらを使って、海辺までかつぎ出して船に積み込んだと言われている。
戦後は家屋の敷石にする切石、高潮被害の塩田復旧工事等に用いる割石などの需要が一段と増加。また石材運搬道路の整備、火薬使用の発展・普及、削岩機や重機の導入等が進んできて、地中深くの石材を大量に切り出す事が出来るようになり、大島の採石業は活況を呈した。
昭和30年（1955年）代前半には外国から製紙用ローラー石の注文があり、大島石の名を一躍海外まで広めた。後半になると、大都市への人口集中が進み、核家族化による住宅取得などのために墓地数の増加、墓地の移転、霊園の造成が増え、墓石の需要が急増した。それまでは土木・建築用資材主体であった大島石の利用はセメント産業の発達もあって、墓地や神社関連用主体へと大きく変化した。
昭和40年（1965年）頃から次々に大型機械を導入し採掘量の増加を図ってきたが、昭和50年（1975年）代に始まった安い外国石の輸入量急増によって採石地に変化が起き、細目石を算出する余所国地域に採掘場所が集中するようになった。
石の埋蔵量が多く経営が好調だった事、加工業の利益率が低かった事、仲買描写が販売推進を担ってきた事などから、他の石材産地と比べて加工への取り組みが遅れてきたが、昭和40年頃から加工業者が増加。昭和50年頃から加工業者は県内各地に販売店を設け、採石から製品加工・販売までの一貫体制をとるようになった。